# Sinployea kusaieana
Sinployea kusaieana é uma espécie de gastrópode  da família Charopidae.
É endémica da Micronésia.